# Vĩnh Hiệp (phường)
Vĩnh Hiệp là một phường thuộc thành phố Rạch Giá, tỉnh Kiên Giang, Việt Nam.

## Địa lý
Phường Vĩnh Hiệp nằm ở phía đông bắc thành phố Rạch Giá, có vị trí địa lý:
- Phía đông và phía nam giáp huyện Châu Thành
- Phía tây giáp các phường An Bình, An Hòa, Vĩnh Lạc, Vĩnh Thanh Vân
- Phía bắc giáp phường Vĩnh Thanh và phường Vĩnh Thông.

Phường Vĩnh Hiệp có diện tích 10,61 km², dân số năm 2023 là 20.424 người, mật độ dân số đạt 1.925 người/km².

## Hành chính
Phường Vĩnh Hiệp được chia thành 5 khu phố: Dẫy Ốc, Phi Kinh, Thông Chữ, Vĩnh Viễn, Vĩnh Phát.

## Lịch sử
Sau năm 1975, phường Vĩnh Hiệp thuộc thị xã Rạch Giá.
Ngày 27 tháng 9 năm 1983, Hội đồng Bộ trưởng ban hành Quyết định số 107-HĐBT về việc chia phường Vĩnh Hiệp thành xã Vĩnh Thông và xã Vĩnh Hiệp.
Ngày 24 tháng 5 năm 1988, Hội đồng Bộ trưởng ban hành Quyết định số 92-HĐBT về việc thành lập phường Vĩnh Hiệp trên cơ sở toàn bộ xã Vĩnh Hiệp.
Ngày 31 tháng 5 năm 1991, Ban Tổ chức Chính phủ ban hành Quyết định số 288-TCCP về việc sáp nhập phường Vĩnh Thông vào phường Vĩnh Hiệp.
Ngày 26 tháng 7 năm 2005, Chính phủ ban hành Nghị định số 97/2005/NĐ-CP về việc thành lập thành phố Rạch Giá thuộc tỉnh Kiên Giang. Phường Vĩnh Hiệp trực thuộc thành phố Rạch Giá.